# Pollucit

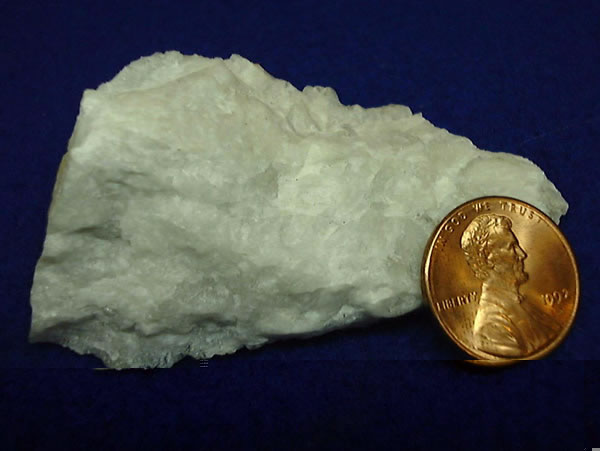
Pollucit kristálycsoport

A pollucit cézium és nátrium ritkábban rubídium alapú víztartalmú alumoszilikát. A IV.Szilikátok ásványosztályon belül az önálló zeolitcsoport ásványegyüttesének tagja. Szabályos rendszerben kristályosodik, gyakori a kockatermetű kristálya, de tömeges előfordulása a jellemzőbb. Fontos cézium alapanyag.

## Kémiai és fizikai tulajdonságai.
- Képlete: (Cs,Na,Rb)2Al2Si4O12x(H2O).
- Szimmetriája: a szabályos kristályrendszerben több szimmetriaeleme van.
- Sűrűsége: 2,9 g/cm³.
- Keménysége: 6,0-6,5  (a Mohs-féle keménységi skála szerint).
- Hasadása: nincs.
- Törése: kagylósan törik.
- Színe: fehér, halványan szürkés vagy rózsaszínű.
- Fénye: üvegfényű.
- Átlátszósága:  átlátszó vagy áttetsző, tömeges megjelenésben opak.
- Pora:  színtelen vagy fehér.
- Elméleti céziumoxid-tartalma:  Cs2O:  legfeljebb 32,0%.
- Kémiai Összetétele:
- Cézium (Cs) =28,0%
- Nátrium (Na) =1,6%
- Rubídium (Rb) =1,2%
- Alumínium (Al) =8,5%
- Szilícium (Si) =20,7%
- Hidrogén (H) =0,7%
- Oxigén (O) =39,3%

## Keletkezése
Mélységi magmás kőzetekben pegmatitosan keletkezik. Lítium ásványok társaságában gyakran megtalálható.
Hasonló ásvány: kvarc.

## Előfordulásai
Olaszországhoz tartozó Elba szigetén. Svédország területén. Kazahsztánban. Namíbia területén. Az Egyesült Államokban Maine és Dél-Dakota szövetségi államokban. Kanada területén Manitobában és Quebecben.
Kísérő ásványok: kvarc, berill, földpátok.